# Франкавілла-ді-Сицилія
Франкавілла-ді-Сицилія (італ. Francavilla di Sicilia, сиц. Francavigghia di Sicilia) — муніципалітет в Італії, у регіоні Сицилія,  метрополійне місто Мессіна.
Франкавілла-ді-Сицилія розташована на відстані близько 500 км на південний схід від Рима, 160 км на схід від Палермо, 50 км на південний захід від Мессіни.
Населення — 3986 осіб (2014).

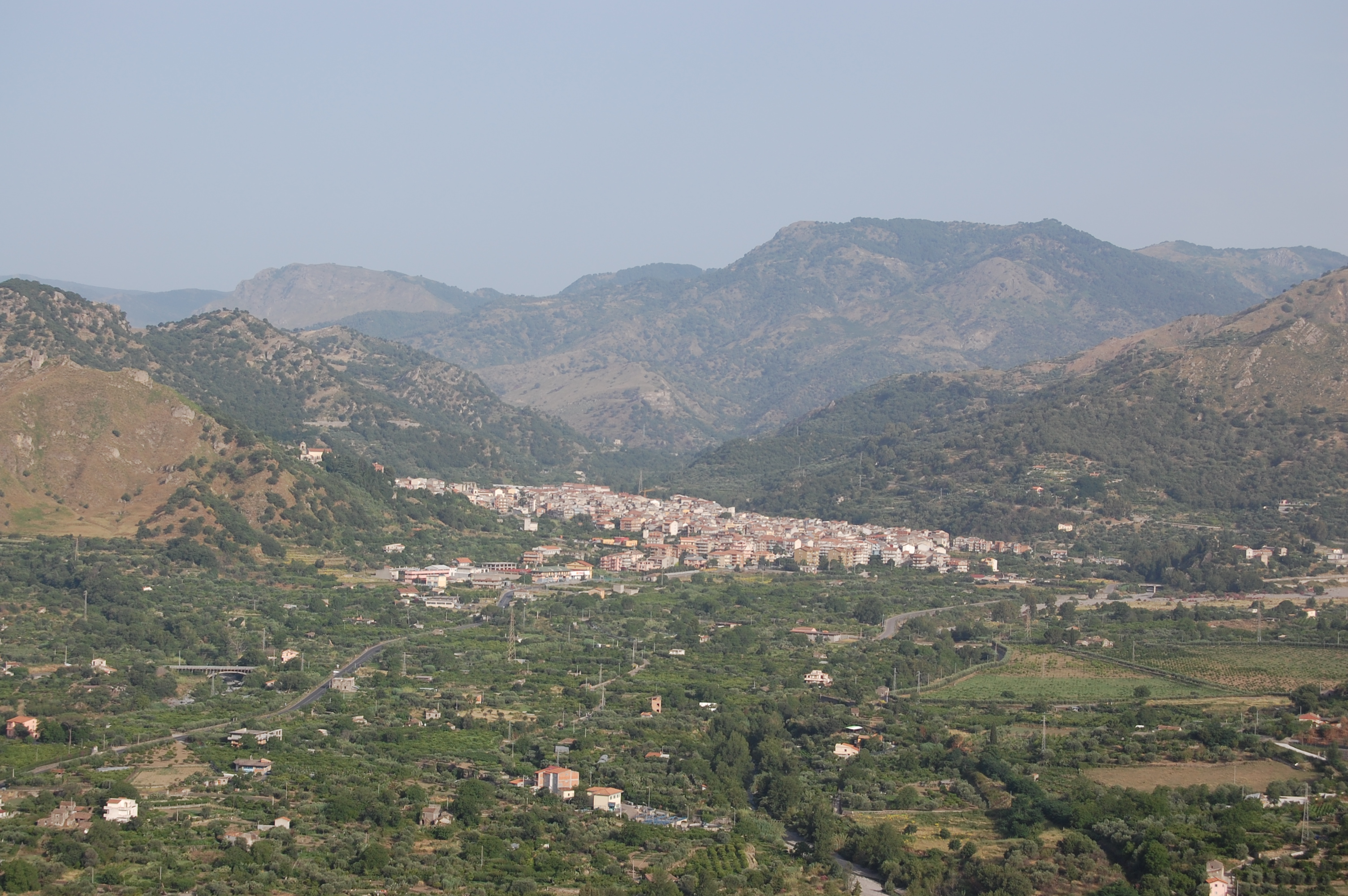

Щорічний фестиваль відбувається 4 грудня та останньої неділі серпня. Покровитель — Santa Barbara.

## Демографія
Населення за роками:

Станом на 1 січня 2023 року в муніципалітеті офіційно проживало 112 іноземців з 19 країн, серед них 78 громадян країн Євросоюзу та 10 громадян України.

## Сусідні муніципалітети
- Антілло
- Кастільйоне-ді-Сицилія
- Фондакеллі-Фантіна
- Мальванья
- Монтальбано-Елікона
- Мотта-Камастра
- Новара-ді-Сицилія
- Трипі